# الجمعية الدولية للمعادن
الجمعية الدولية للمعادن (اختصاراً IMA من International Mineralogical Association) هي مجموعة عالمية مؤلفة من أكثر من 40 جمعية علمية تعنى وتهتم بشؤون علم المعادن وخاصة في توحيد وتقييس أسماء أكثر من 5000 معدن معروف في الطبيعة.
للجمعية الدولية للمعادن نشاطات مشتركة ومشاريع مرتبطة بالاتحاد الدولي للعلوم الجيولوجية IUGS.